# Svenn Crone
Svenn Crone, född 20 maj 1995, är en dansk fotbollsspelare (försvarare) som hade  kontrakt med norska SK Brann till 2024 och därefter har skrivit ett korttidskontrakt med FC Fredericia.
Crone har tidigare bland annat spelat för Silkeborg IF.